# Beryli oxide
Beryli Oxide, còn được gọi dưới cái tên beryllia, là một hợp chất vô cơ với công thức hóa học BeO. Hợp chất này là một dạng chất rắn không màu, có tính chất đặc biệt là cách điện và còn có độ dẫn nhiệt cao hơn các kim loại phi kim loại khác, ngoại trừ kim cương, và vượt trội hơn hầu hết các kim loại. Điểm nóng chảy cao của BeO dẫn đến nó được ứng dụng rộng rãi với công dụng vật liệu chịu nhiệt.
BeO là Oxide kim loại kiềm thổ nhưng là 1 Oxide lưỡng tính. Nó tác dụng được với cả axit và kiềm. Khác với Oxide của các Mg, Ca, Sr, Ba, BeO không tan và không tác dụng với nước ở bất kỳ nhiệt độ nào (điều tương tự cũng xảy ra ở beryli hydroxide).

## Ứng dụng
Tinh thể có độ tinh khiết cao có thể được nuôi cấy dưới nước, hoặc bằng phương pháp Verneuil. Đa phần thì beryli Oxide được sản xuất dưới dạng bột vô định hình trắng, kết hợp trở thành thành các cấu trúc lớn hơn. Các tạp chất, như cacbon, có thể tạo ra nhiều màu sắc khác nhau cho các tinh thể.
Thạch anh beryli là một loại gốm rất ổn định. Beryli Oxide còn dược ứng dụng trong động cơ tên lửa.
Ngoài ra, BeO còn được sử dụng trong nhiều bộ phận bán dẫn hiệu suất cao cho các ứng dụng như thiết bị vô tuyến vì nó có tính dẫn nhiệt tốt trong khi cũng là một chất cách điện tốt. BeO được sử dụng làm chất độn trong một số vật liệu giao diện nhiệt. BeO đã được đề xuất như một hợp chất dùng để điều tiết các lò phản ứng làm lạnh bằng khí nén có nhiệt độ cao của hải quân (MGCR) cũng như lò phản ứng hạt nhân Kilopower của NASA cho các sứ mệnh ngoài không gian.